# 圣母赎虏圣殿 (赫雷斯-德拉弗龙特拉)
圣母赎虏圣殿（Basílica de la Merced）是一座罗马天主教宗座圣殿，位于西班牙赫雷斯-德拉弗龙特拉的圣母赎虏广场（Plaza de la Merced），供奉仁慈之母（Virgen de la Merced）。它由圣母赎虏会管理。
西班牙首相米戈尔·普里莫·德里维拉将军的遗体安葬于此。

## 历史
该堂建于16世纪，风格兼有哥特式与巴洛克式。1810年,拿破仑军队进入该市，修士们逃离修道院，法军在此扎营。1820年西班牙立宪革命后，修道院再次关闭。
1949年6月，该堂被教宗庇护十二世升格为宗座圣殿。

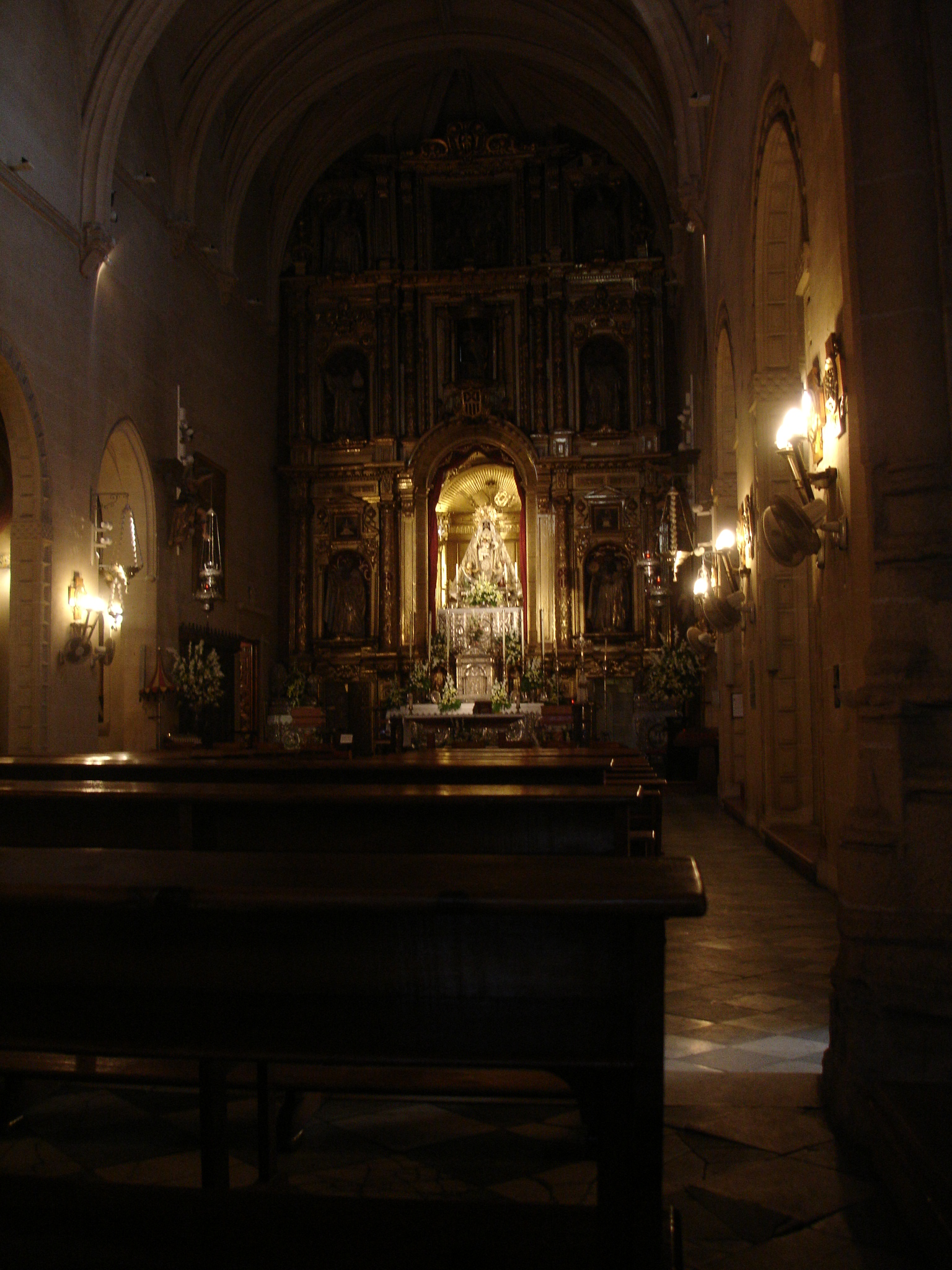
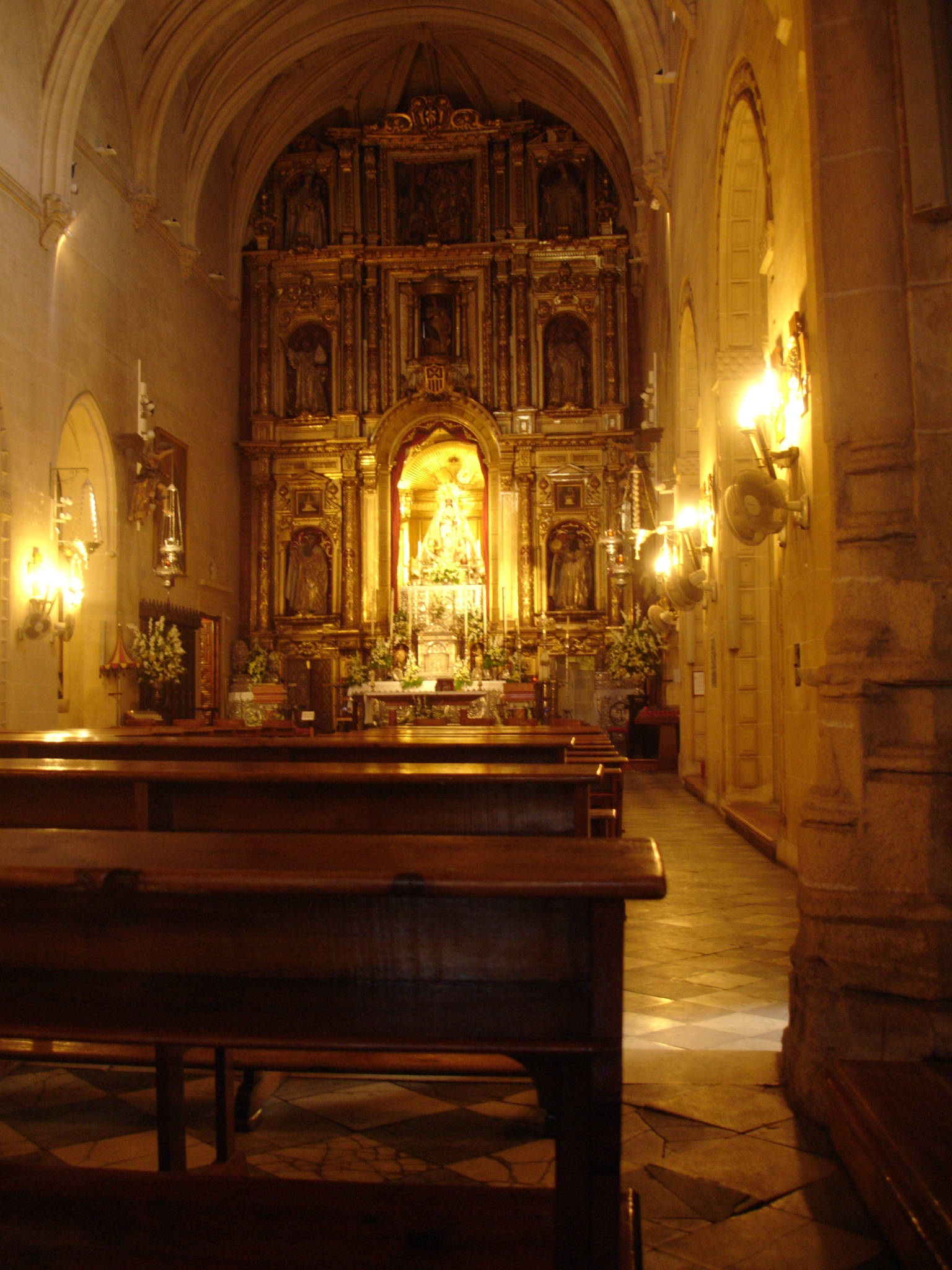
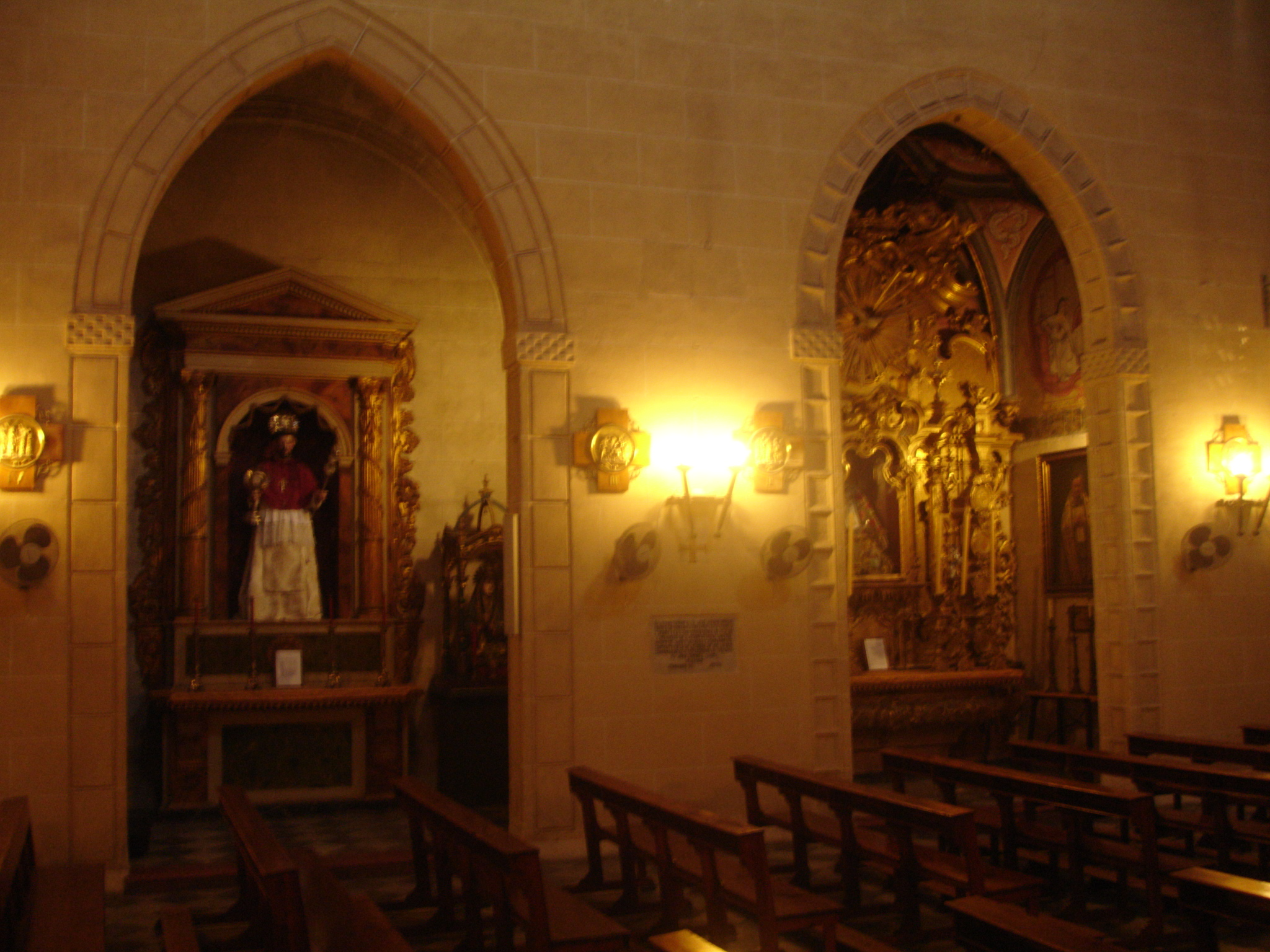
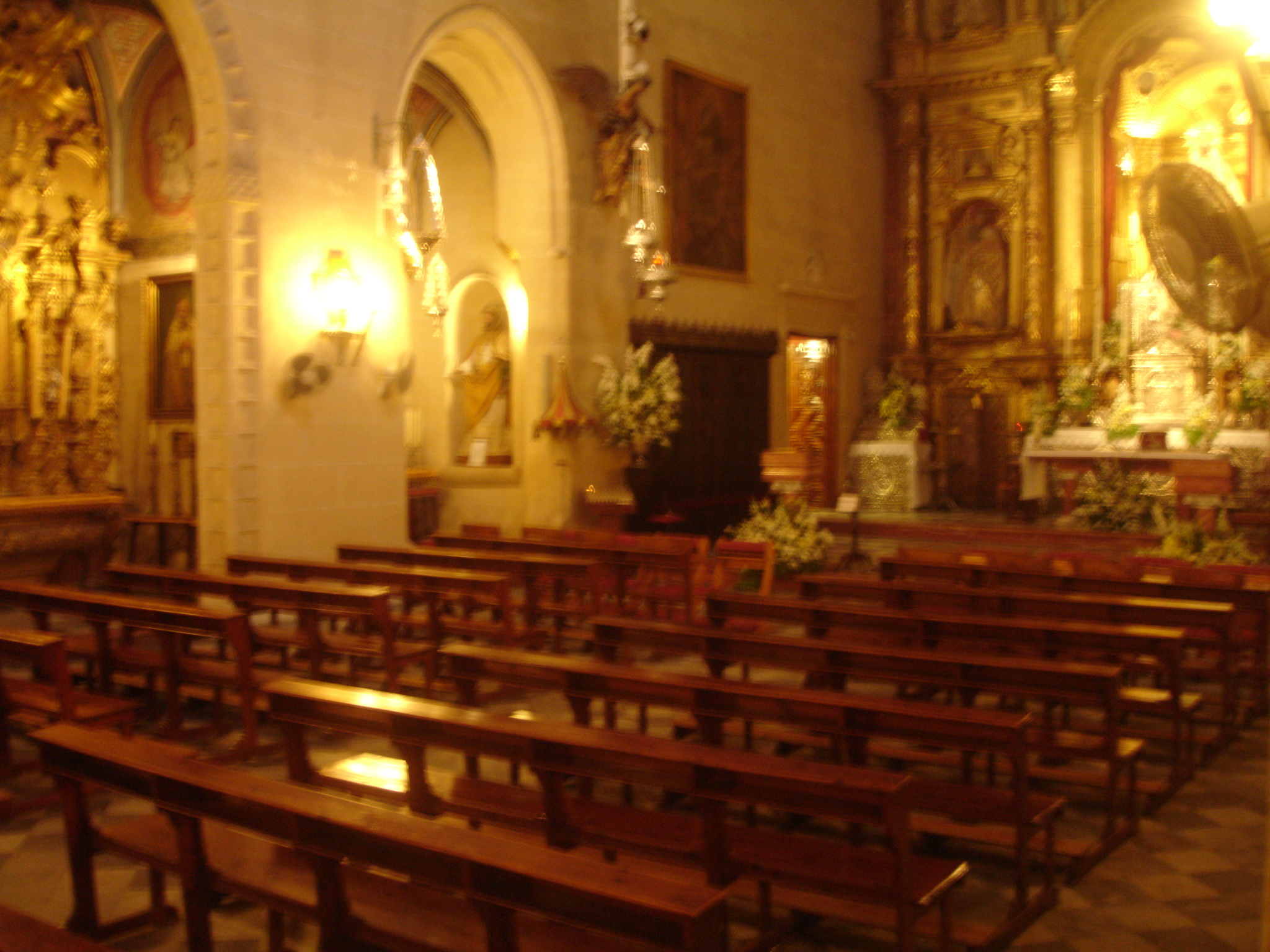
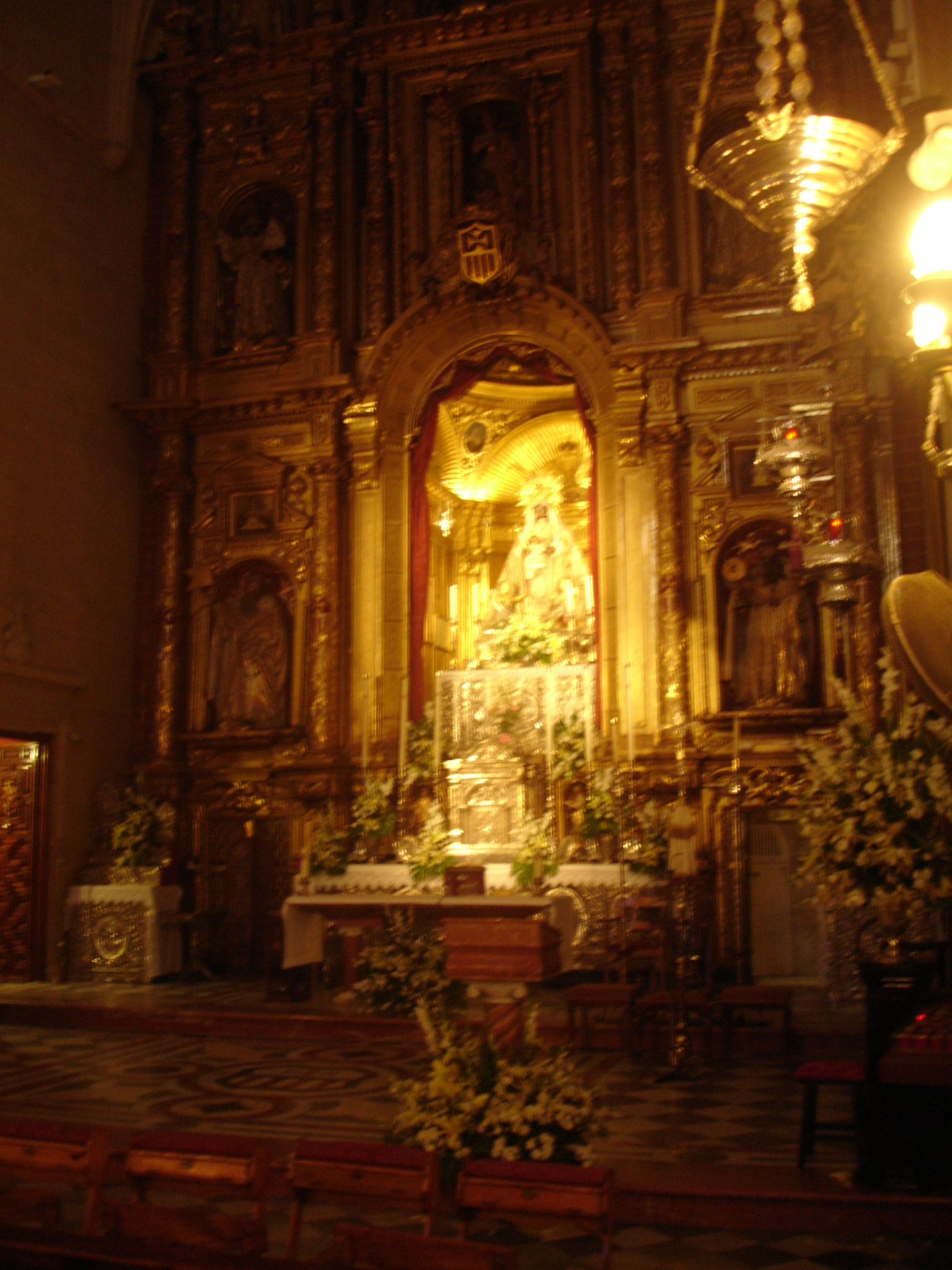
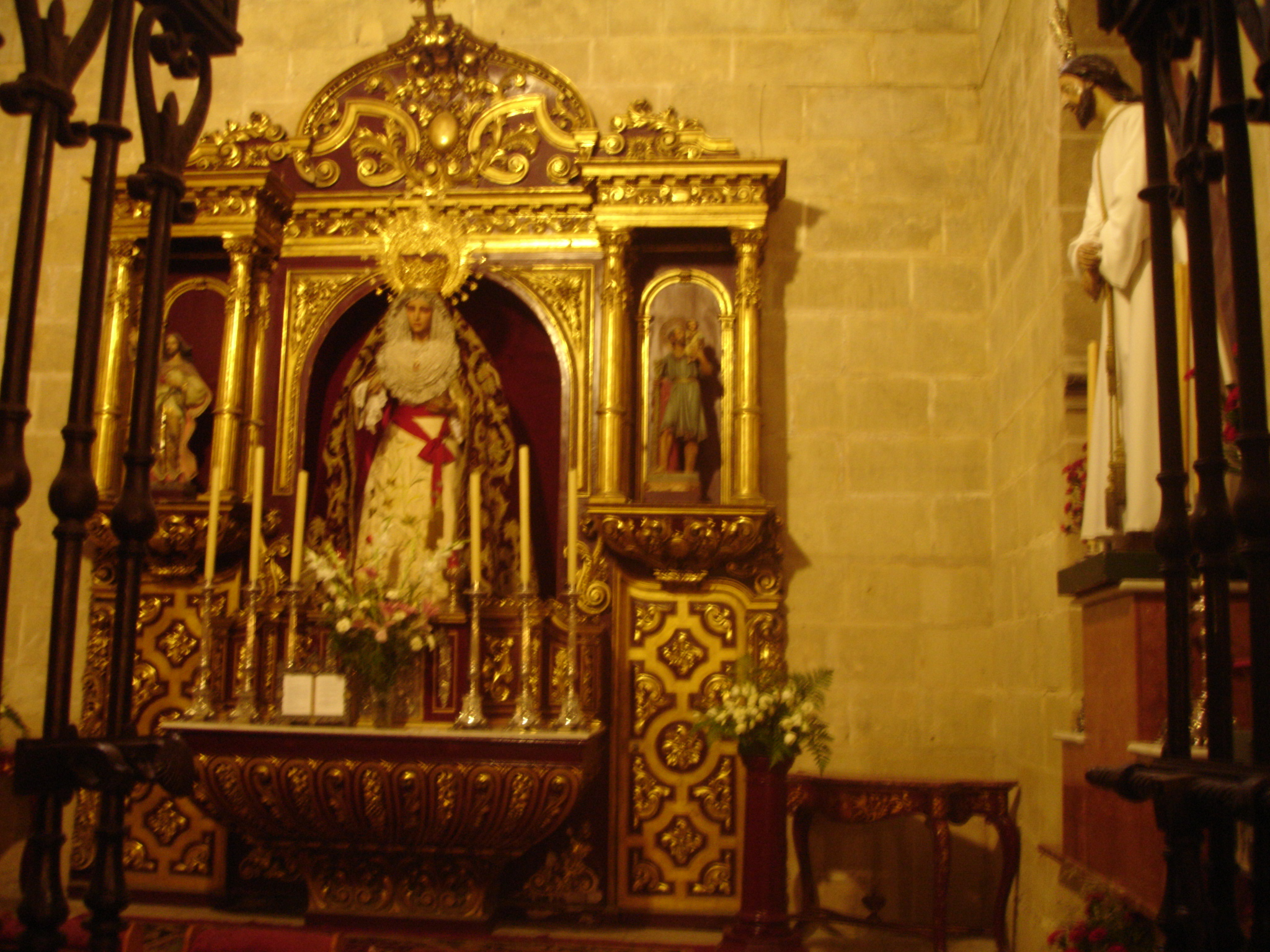
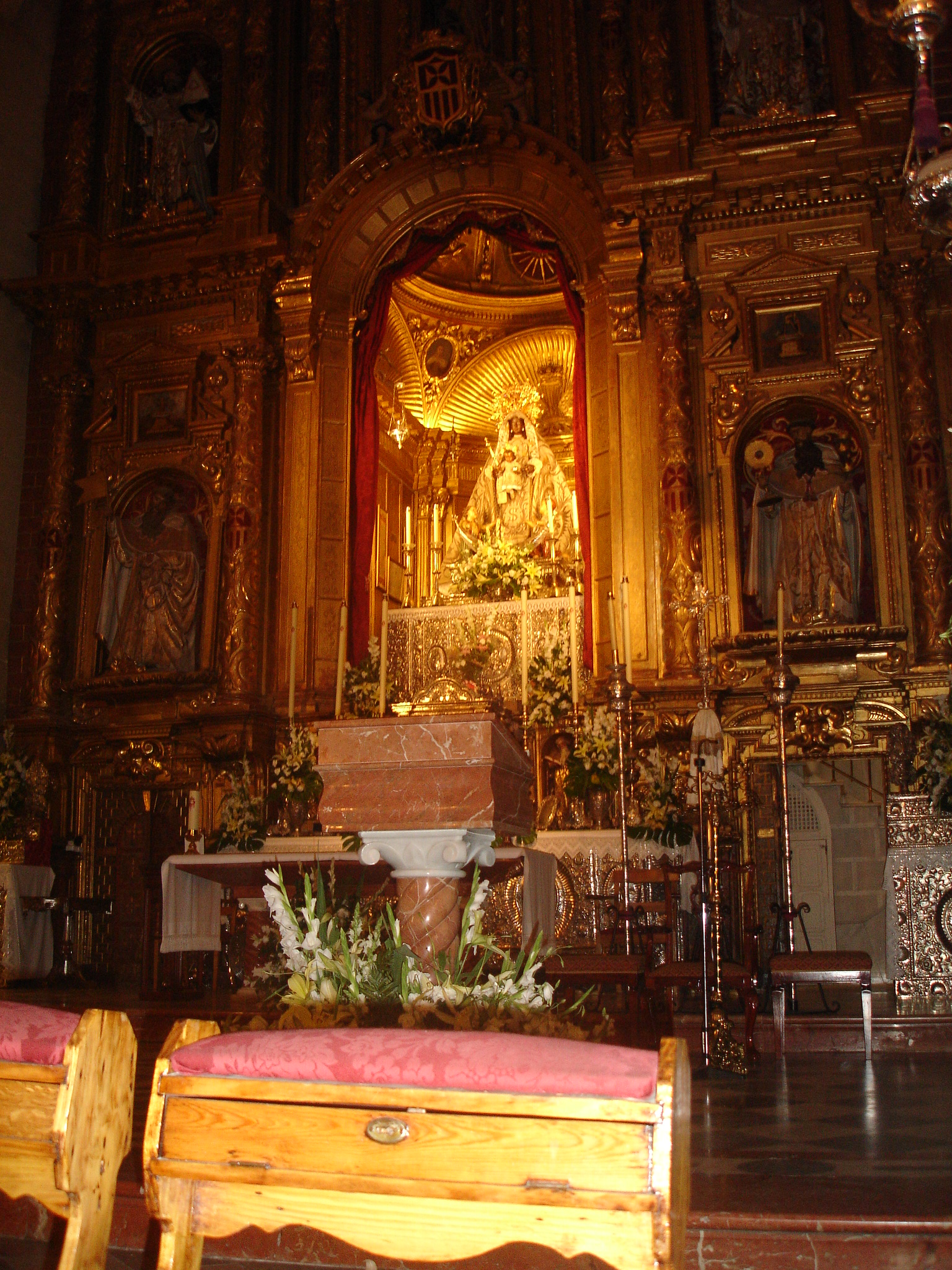
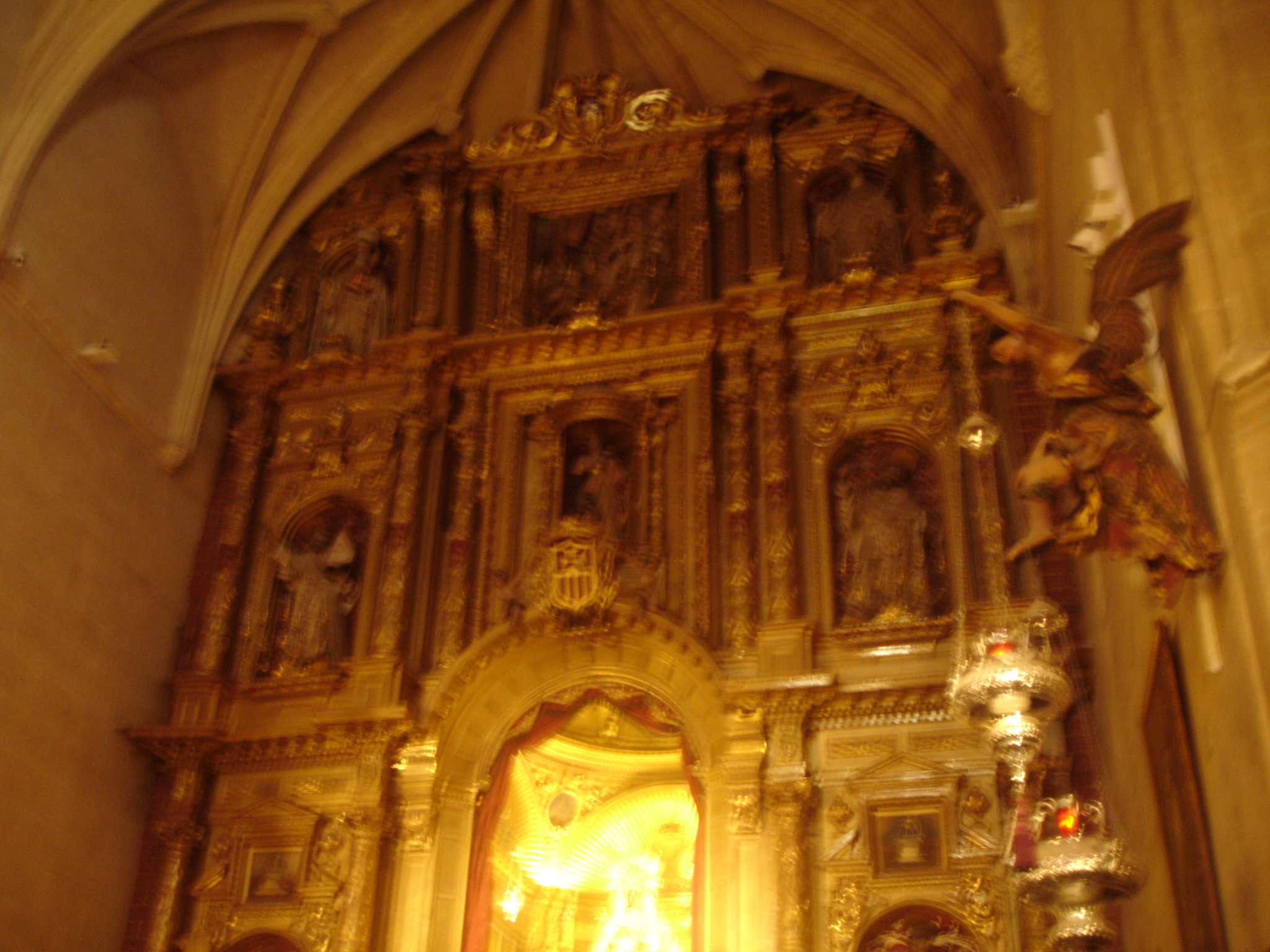
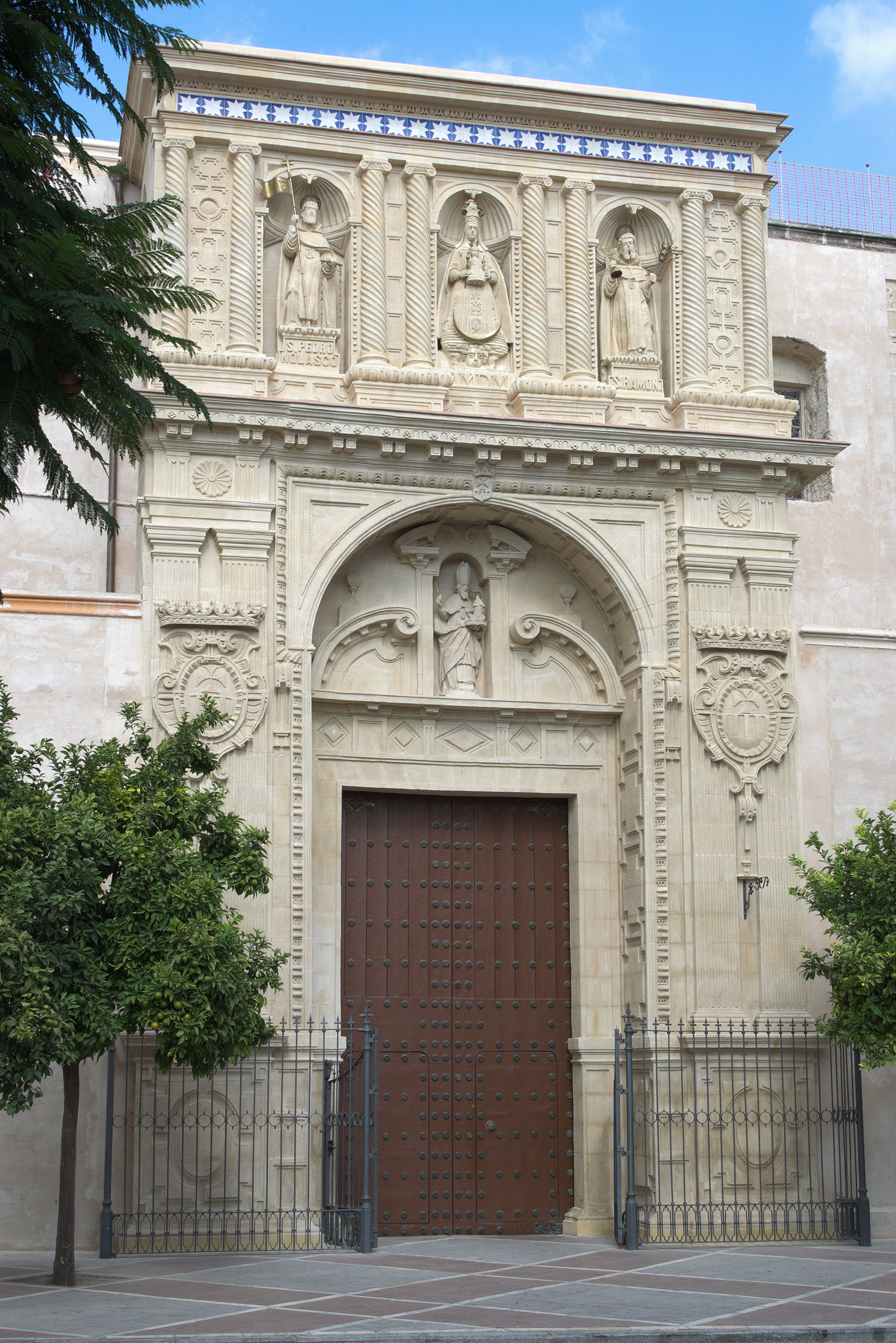